# Rahim Yar Khan
Rahim Yar Khan (en ourdou : رحیم یار خان) est une ville située dans le sud de la province du Pendjab au Pakistan. Elle est la capitale du district de Rahim Yar Khan.

## Démographie
La population s'élevait à 233 537 habitants en 1998. En 2017, le recensement indique une population de 420 419 habitants, soit une croissance annuelle de 3,1 % depuis 1998, largement supérieure à la moyenne nationale de 2,4 %. En 2023, la population de la ville monte à 519 261 habitants.
Elle est la quatorzième plus grande ville de la province du Pendjab et la 21e au niveau national. La langue la plus parlée est le pendjabi.
|            | 1972 (rec.) | 1981 (rec.) | 1998 (rec.) | 2017 (rec.) | 2023 (rec.) |
| ---------- | ----------- | ----------- | ----------- | ----------- | ----------- |
| Population | 74 262      | 119 036     | 233 537     | 420 419     | 519 261     |

## Politique
Depuis le redécoupage électoral de 2018, la ville est représentée par la circonscription no 262 à l'Assemblée provinciale du Pendjab. Lors des élections législatives de 2018, elle est remportée par un candidat du Mouvement du Pakistan pour la justice.
| Parti                                      | Voix    | %       |
| ------------------------------------------ | ------- | ------- |
| Mouvement du Pakistan pour la justice      | 48 799  | 43,62 % |
| Ligue musulmane du Pakistan (N)            | 33 708  | 30,13 % |
| Parti du peuple pakistanais                | 12 899  | 11,53 % |
| Muttahida Majlis-e-Amal                    | 7 272   | 6,50 %  |
| Tehreek-e-Labbaik Pakistan                 | 4 214   | 3,77 %  |
| Autres partis                              | 1 796   | 1,61 %  |
| Indépendants                               | 3 194   | 2,85 %  |
| Total exprimés (participation : 53,6 %)    | 111 882 | 100 %   |
| Source : Commission électorale du Pakistan |         |         |